# Légi jármű
A légi jármű olyan mesterséges eszköz, ami a levegőben képes haladni (saját energiaforrással, vagy az aerodinamikai felhajtóerőt kihasználva), és közben képes élőlényeket vagy tárgyakat szállítani.
A légi járművet alkalmazó emberi tevékenységet repülésnek nevezik. A repülés tudománya, beleértve a repülőgépek tervezését és építését, a repüléstudomány. 
A nagyobb terjedelmű légi járművet általában a fedélzeten tartózkodó pilóta vezeti, de kisebb méretek vagy speciális célok esetén a pilóta a légi járművet távolról is irányíthatja (lásd: drón) vagy a légi jármű a fedélzeti számítógépek által teljesen önvezérelt is lehet. 
A légi járművek különböző kritériumok alapján osztályozhatók, például a felhajtóerő típusa, a repülőgép-meghajtás, a felhasználás célja és egyéb szempontok szerint.
A légi járművek üzemeltetése, használata különféle engedélyekhez van kötve, amit az adott ország légi közlekedéssel foglalkozó hivatala szabályoz. Ezen felül az aktuális repülés előtt repülési engedéllyel is rendelkezni kell, ami megszabja a légtérhasználat idejét, helyét, a jármű haladási területét, magasságát, sebességét, irányát. Ha a légi járművet pilóta irányítja, annak külön engedéllyel kell rendelkeznie, amit az adott légi járműtípusra adnak ki.

## Csoportosítás kivitel alapján

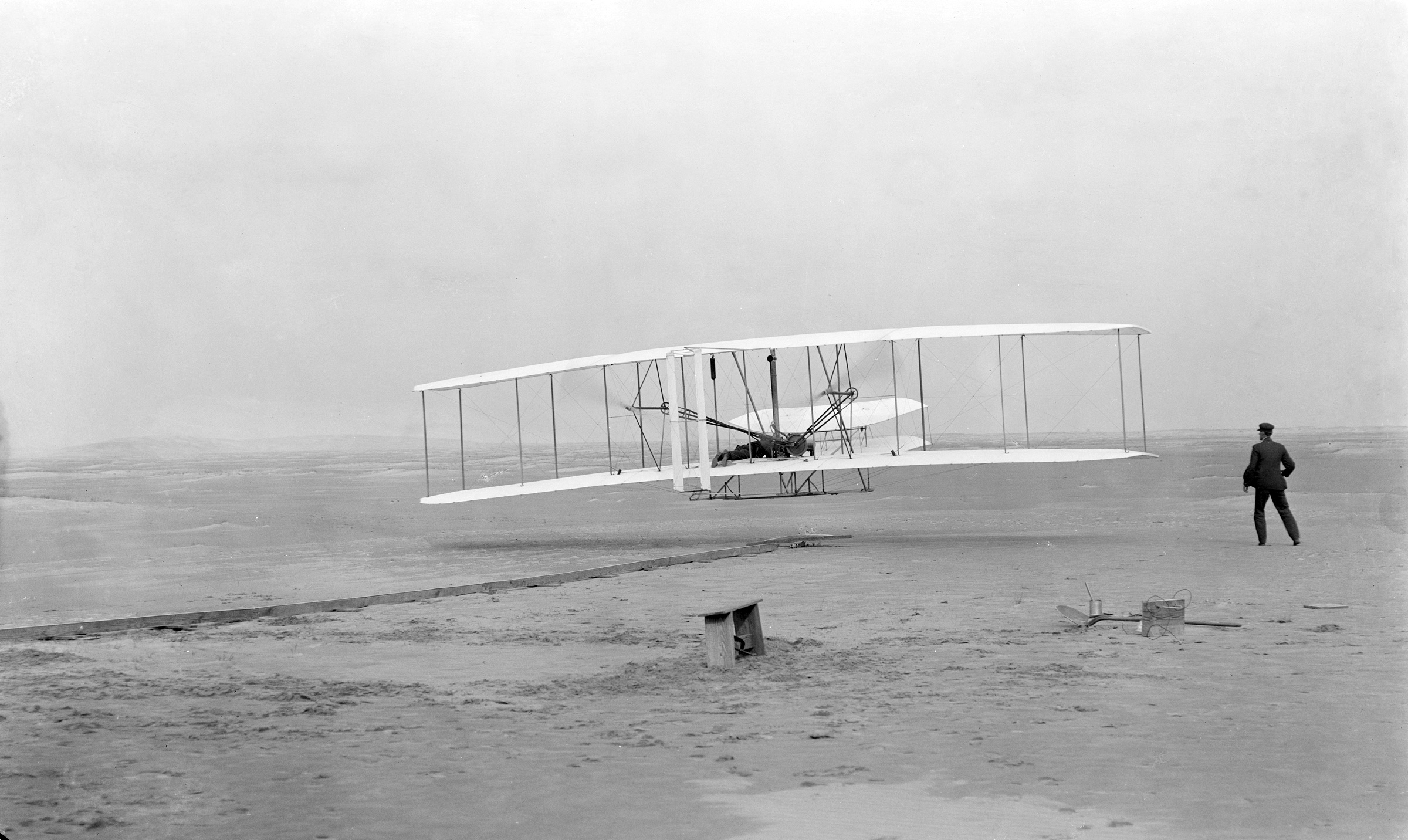
A Wright fivérek első repülése (1903)

- Levegőnél könnyebb eszközök
  - Merev vázú eszközök 
    - Léghajó

  - Váz nélküli eszközök 
    - gáztöltésű léggömb, hőlégballon
- Levegőnél nehezebb eszközök
  - Hajtóművel rendelkező eszközök
    - Merev szárnyú eszközök
      - Repülőgép
      - Pilóta nélküli repülőgép
      - Rakéta

    - Forgó szárnyú eszközök
      - Helikopter

  - Hajtómű nélküli eszközök
    - Vitorlázó repülőgép
    - Sárkányrepülő, siklóernyő
    - Ejtőernyő

## A meghajtás módja szerint

### Levegőnél könnyebb

#### Nem irányítható
- Az égi lámpásoknak nevezett kis hőlégballonokat az ókori Kínában találták fel az i. e. 3. század előtt, és elsősorban kulturális, vallási ünnepségeken használták. A lámpást a bele helyezett gyertya által létrehozott meleg levegő emelte fel a levegőbe, és a szél mozgatta.

- Hőlégballon: a ballonhoz erősített gondola tartalmazza a gáz állapotú üzemanyagot, amit indulás előtt meggyújtanak, és az így keletkező meleg levegőt a ballon belsejébe irányítják. A meleg levegő felhajtóerőt kelt, ami által a ballon felemelkedik. Az égőt időről-időre újból be kell gyújtani, hogy a ballon magasságát a föld felett tartani vagy emelni lehessen, ellenkező esetben a ballonban lévő levegő fokozatosan átveszi a környező levegő hőmérsékletét, ezáltal a felhajtóerő lecsökken és a ballon süllyedésbe kezd. A hőlégballon nehezen irányítható, mivel elsősorban a szél határozza meg, hogy a ballon merre halad tovább. A szél irányának, erősségének és esetleg hőmérsékletének ismeretében a hőlégballon korlátozottan irányítható, de ezen tényezők bizonytalansága és változékonysága miatt a „nem irányítható légi járművek” közé soroljuk.

#### Irányítható
- Léghajó: motorral ellátott, manőverezhető légi jármű, ami a levegőnél könnyebb a gáztartályaiban lévő (hélium) gáz felhajtóereje miatt, ezért a levegőben tartásához nem szükséges energia, csak a haladásához, amihez általában több légcsavaros motort használ. Az utasokat vagy árut tartalmazó gondolája a léghajóval egybe van építve.

### Levegőnél nehezebb
A levegőnél nehezebb légi járművek mind irányíthatóak. A meghajtás többnyire vagy légcsavaros motorral, vagy nagy sebességigény esetén sugárhajtóművel történik.
Nem tartozik ide: papírsárkány, mivel gyakorlatilag nem irányítható és nem szállít semmit, csak önmagát (több mint kétezer évvel ezelőtt találtak fel az ókori Kínában).

#### Merev szárnyas
- Repülőgép: saját meghajtással rendelkező légi jármű, ami a levegőben az aerodinamikai felhajtóerő révén tud megmaradni, ami a vízszintes sebessége révén keletkezik. Közvetlenül a fedélzetén lévő pilóta (vagy robotpilóta) irányítja.
- Pilóta nélküli repülőgép: általában kisebb méretű repülőgép, amit a pilóta távvezérléssel irányít.
- Rakéta: önvezérelt légi jármű, aminek pályáját régebben csak a kilövés korai szakaszán lehetett befolyásolni (lásd pl: V–2), a korszerű típusok beépített térkép, helymeghatározó eszköz, és számítógépek alkalmazásával haladnak a céljuk felé. (lásd: robotrepülőgép)

#### Forgó szárnyas
- Helikopter: saját meghajtással rendelkező légi jármű, ami a levegőben az aerodinamikai felhajtóerő révén tud megmaradni, ami a forgó rotorlapátjain keletkezik. A gyorsabb előre haladáshoz külön hajtóművet alkalmazhat.

## Felhasználás szerint

### Katonai
Lehet merev szárnyas, forgószárnyas vagy léghajó. Levegőnél könnyebb légi járművet a katonaság legfeljebb felderítési vagy kutatási céllal alkalmaz, például a felső légkör vizsgálatára.
A merev szárnyas repülőgépek speciális esete a pilóta nélküli harci repülőgép, amit a pilóta biztonságos távolból, nem felderíthető módon irányít. Felderítésre, megfigyelésre vagy célpontok megsemmisítésére alkalmazzák.

### Polgári
- A repülőgépek legismertebb alkalmazása a légi közlekedésben történik, ahol túlnyomó részben merev szárnyas, nagy méretű, nagy hatótávolságú repülőgépeket alkalmaznak nagy számú utas, vagy teheráru szállítására.

- Léteznek kisebb méretű és speciálisan kialakított repülőgépek, kevés számú utas, kevés poggyász szállítására. Az ilyen gépek alkalmasak lehetnek vízre vagy havas, vagy nem előkészített talajra való leszállásra is.

- További speciális alkalmazásuk a nagy kiterjedésű erdőtüzek oltásánál használatos tűzoltó repülőgép, ami nagyobb, sima vízfelületről leszállás nélkül képes vizet felvenni a fedélzetén elhelyezett tartályba, majd azt meghatározott helyen kibocsátani.

- Drón: a pilóta nélküli repülőgép speciális, kisebb méretű és könnyebb változata, ami általában legalább négy rotorral rendelkezik, amik a levegőben tartják és a haladásáról is gondoskodnak. Meghajtása jellemzően elektromos motorokkal történik, ezért tartozéka szokott lenni az elektromos akkumulátor. További jellemző tartozékok: helymeghatározó eszköz (GPS), kamera, adattároló egység. A polgári drónt többnyire a közelben tartózkodó pilóta vezérli kézi irányítással, bár alapvető funkciókra a drón önállóan is képes (pl. helyben lebegés, stabilizálás, akku kimerülése esetén visszatérés a kiindulási pontra).

- Betegszállítás, katasztrófa-elhárítás: erre a célra helikoptereket alkalmaznak a gyors beavatkozás érdekében.

### Sport
Többnyire kisebb méretű, esetleg speciálisan kialakított repülőgépeket használnak akrobatikus mutatványokhoz, amiknek a célja a nézők szórakoztatása. Többféle műfajban és helyszínen rendeznek versenyeket ilyen célra.
Ide tartoznak például az alábbi, hajtómű nélküli eszközök is:
- Vitorlázó repülőgép
- Sárkányrepülő, siklóernyő
- Ejtőernyő

### Modell
- A repülőmodell lehet extrém kis méretű eszköz, ahol például a legkisebb súly elérése az elérendő cél, vagy a leghosszabb ideig tartó levegőben maradás. A repülőgép szárnyának anyaga sokszor papírvékonyságú, ezért átlátszó lehet. Meghajtására akár egy gumiszalag energiája is elegendő, amit az indításához használnak. Az ilyen modellnek nincs motorja vagy üzemanyagtartálya sem. A versenyeket zárt csarnokokban rendezik.

- A modellek másik iránya a kis méretű repülőgépek megépítése és reptetése (angol rövidítése: RC – remote control, távirányítás, vagy radio control, rádiós vezérlés). Az ilyen gépek arányosan kis méretűek és egy nagyobb repülőgéptípusra hasonlítanak. Irányításuk kézzel, távirányítón keresztül történik. A gép méreteihez képest nagy teljesítmény és nagy sebesség miatt gyakoriak a balesetek. (lásd: RC-modellezés).

## Speciális esetek

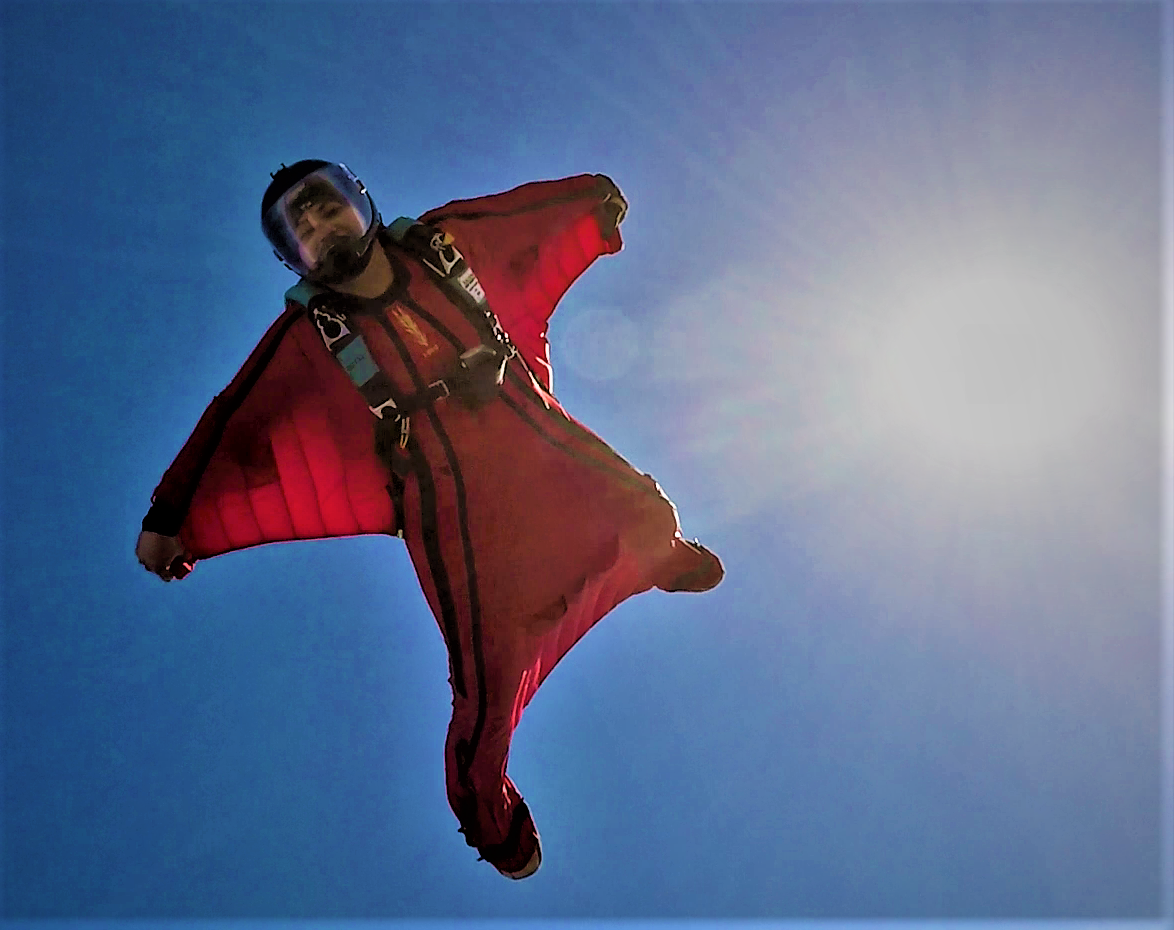
Szárnyasruha-repülés

Speciális légi járműnek tekinthetők azok az űrhajók, űrszondák, amik a világűr felől visszatérnek a légkörbe és irányított leszállást hajtanak végre. Ezek közül csak azok tekinthetők bizonyos mértékig „légi járműnek”, amik a haladásuk irányát, magasságát vagy sebességét valamennyire befolyásolni tudják.
- Szárnyasruha-repülés – Az ejtőernyős ereszkedés egyik fajtája, aminek lényege, hogy az extrém sportot űző személy könnyű de ugyanakkor erős, speciálisan kialakított anyagot visel, amit kifeszít a kiterjesztett lábai és karjai között, így siklórepülést végez. A repülés kiindulópontja lehet egy repülőgép, amiből kiugrik az így felszerelt személy, vagy egy magaslat, ahonnan bázisugrást végez. A földet éréshez többnyire egy segédejtőernyő szükséges, ami csökkenti a sebességet. A repülés vízszintes komponense miatt a földet érés veszélyesebb, mint egy nagyjából függőlegesen ereszkedő ejtőernyő esetén, és a sebesség is nagyobb. Az extrém sportokat kedvelők számára lényegében elérhető technika, amihez a speciális ruha a fő követelmény, a többi az ejtőernyős ugráshoz hasonló.

- Kezdeti, kísérleti állapotban régóta vannak különféle „repülő autó” konstrukciók, amik tartalmazzák egy repülőgép vagy helikopter és egy autó egyes alkatrészeit, így a jármű repülésre is és kerekeken való haladásra is képes. Egyelőre még csak a hátrányokat sikerült egyesíteni, mivel az ilyen autó nem áramvonalas eléggé, ezért nem képes gazdaságosan nagyobb távolságra repülni, ugyanakkor a vezetőjének pilótavizsgával és tudással kell rendelkeznie. Ugyanakkor autóként a szárnyak plusz súlyt jelentenek, ezért a jármű autóként lassabban tud csak haladni a hasonló autótípusoknál. A szárnyakat össze kell csuknia (vagy le kell szerelnie), miután leszállt, hogy a többi járművet ne zavarja a közlekedésben. A fel- és leszálláshoz repülőgép kifutópálya szükséges. Jellemzően egy-egy kísérleti példány készül belőle.

- Határfelület-repülőgép: Csak kis magasságban képes aerodinamikai felhajtóerőt létrehozni és a levegőben maradva haladni. Átmenetet képez a légpárnás hajó és a repülőgép között. Merev szárnnyal rendelkezik. A Nemzetközi Tengerészeti Szervezet (International Maritime Organization) szerint a jármű hajónak minősül. Sorozatban gyártott és a gyakorlatban alkalmazott konstrukcióról van szó.

- Nagy méretű drón: Legalább egy ember szállítására alkalmas drón építése 2021-ben műszakilag már megvalósítható. A jármű helikopterként működik, legalább 6 vagy 8 rotor emeli a levegőbe, amiket ugyanannyi elektromos motor hajt meg. A rotorokkal oldalirányba is képes haladni. Energiaellátása akkumulátorral történik, amit a saját napelemeivel tölteni lehet. A  fel- és leszálláshoz nem szükséges kifutópálya, csak megfelelő méretű, sík, sima és szilárd talaj. A jármű a talajon önállóan nem képes mozogni, de ha kerekekkel rendelkezik, akkor vontató járművel mozgatható. A jármű képes az önálló egy helyben lebegésre, leszállásra és a kis magasságig történő felszállásra. Kísérleti stádiumban vannak rá próbálkozások.

### Ami nem tekinthető légi járműnek
Általánosságban mindazok a tárgyak, amik egy ideig képesek a levegőben maradni, de a mozgásuk befolyásolására a repülés megkezdése után már nincs mód.
- A természetes eredetű tárgyak, például meteor, üstökös, falevél, hópehely stb.
- A levegőbe feldobott bármilyen tárgy.
- Kilőtt lövedék, ágyúgolyó, rakéta, elhajított gerely, bumeráng, papírrepülő stb.

Megegyezés szerint nem tekintjük „járműnek” az élőlényeket, például az idomított galambot vagy sólymot. (hasonlóan a szárazföldi állatokhoz, pl. ló, teve, elefánt, öszvér stb., ezek sem járművek, hanem „közlekedési eszközök”). Annak ellenére, hogy megfelelhetnek a haladás közbeni irányítás és szállítás követelményeinek is. (lásd: katonagalambok).

## Engedélyek
Légi jármű üzemben tartásához légügyi hatóság által kiadott engedély szükséges, ami meghatározza az adott jármű használatának körülményeit.
Egy további, aktuális engedély szükséges a jármű repüléséhez.

## Kommunikáció
A motoros légi járművek mind rendelkeznek rádió-kommunikációs berendezéssel, amivel jellemzően a repülést irányító, ellenőrző, engedélyező hatósággal állnak hang-kapcsolatban. A légtér ellenőrző adja meg az engedélyt a fel- és leszállásra, illetve követi a légi járművek mozgását, és utasítást ad a repülés jellemzőinek módosítására, ha azt szükségesnek tartja a balesetek elkerülése érdekében, illetve tájékoztatást adhat a repülést végző pilótának az időjárás kedvezőtlen megváltozásáról. Vészhelyzet vagy műszaki hiba esetén a pilóta tájékoztatni tudja a légtér ellenőrzőt az eseményről, aki egyrészt mentőket tud irányítani a helyszínre, másrészt a többi légi jármű mozgásának módosítására adhat utasítást.

## Fordítás
- Ez a szócikk részben vagy egészben  az   Aircraft című angol Wikipédia-szócikk fordításán alapul.  Az eredeti cikk szerkesztőit annak laptörténete sorolja fel. Ez a jelzés csupán a megfogalmazás eredetét és a szerzői jogokat jelzi, nem szolgál a cikkben szereplő információk forrásmegjelöléseként.